# The Private Repress
Albums de DJ Shadow
The Private Press
(2002) Live! In Tune and on Time
(2004)
The Private Repress est un album de remixes de DJ Shadow, sorti le 29 mars 2003 uniquement au Japon.
Cet album compile des faces B et des remixes issus de The Private Press, le deuxième album de DJ Shadow sorti l'année précédente. Il contient également deux clips promotionnels, réalisés par Ben Stokes (Walkie Talkie) et Wong Kar-wai (Six Days).
L'album est en fait une piste unique d'une quarantaine de minutes regroupant de nombreux musiciens comme le Japonais DJ Krush, Soulwax, le rappeur américain Mos Def ou encore Roots Manuva.

## Liste des titres
| No  | Titre                                                       | Contient un (des) sample(s) de | Durée |
| --- | ----------------------------------------------------------- | --- | ----- |
| 1.  | Intro                                                       | | 1:19  |
| 2.  | Six Days (Soulwax Mix)                                      | | 5:18  |
| 3.  | GDMFSOB (UNKLE Uncensored) (featuring Roots Manuva)         | | 6:25  |
| 4.  | Interlude                                                   | | 0:20  |
| 5.  | Walkie Talkie (Extended Radio Edit)                         | | 3:15  |
| 6.  | Six Days (Remix) (featuring Mos Def)                        | Watch Me de Kane & Abel featuring Mystikal, Silkk the Shocker et Soulja Slim Walkie Talkie de DJ Shadow | 3:52  |
| 7.  | Disavowed                                                   | | 4:29  |
| 8.  | Interlude (featuring DJ Krush)                              | | 0:36  |
| 9.  | Right Thing (Tokio Ghetto Tech Remix)                       | | 6:44  |
| 10. | Mashin' on the Motorway (Radio Edit)                        | | 2:39  |
| 11. | Right Thing (Z-Trip 'Get the Party Off Mix' in Three Parts) | Organ Donor (Extended Overhaul) de DJ Shadow Blood on the Motorway de DJ Shadow Holy Calamity (Bear Witness II) de la Handsome Boy Modeling School featuring DJ Shadow et DJ Quest Drop It Down des New Mastersounds Walkie Talkie de DJ Shadow Mashin' on the Motorway de DJ Shadow Monosylabik de DJ Shadow | 6:19  |
| 12. | Outro                                                       | | 0:55  |
| 13. | Walkie Talkie                                               | | 2:27  |
| 14. | Six Days                                                    | | 3:42  |